# Zhuanjiaolou Shuiku
Zhuanjiaolou Shuiku (kinesiska: 转角楼水库) är en reservoar i Kina. Den ligger i provinsen Liaoning, i den nordöstra delen av landet, omkring 210 kilometer söder om provinshuvudstaden Shenyang. Zhuanjiaolou Shuiku ligger 44 meter över havet. Trakten runt Zhuanjiaolou Shuiku består till största delen av jordbruksmark.
Genomsnittlig årsnederbörd är 1 227 millimeter. Den regnigaste månaden är juli, med i genomsnitt 431 mm nederbörd, och den torraste är januari, med 10 mm nederbörd.